# Балавадзе, Максим Константинович
Балавадзе Максим Константинович (1910 с. Ганир-Квитири, Грузия — ?) — советский государственный и партийный деятель.
Брат Балавадзе, Василий Константинович

## Биография
- вскоре после окончания в 1934 Закавказского института инженеров путей сообщения, становится директором Школы фабрично-заводского ученичества Тифлисского паровозо-вагоноремонтного завода имени И. В. Сталина
- до 1939 начальник Отдела подготовки кадров Тифлисского паровозо-вагоноремонтного завода имени И. В. Сталина. Затем переходит на партийную работу.
- с 1939 по 1941 последовательно занимал посты заведующего Сектором кадров пищевой промышленности Отдела кадров ЦК КП(б) Грузии,

заведующий Промышленным отделом Тбилисского городского комитета КП(б) Грузии.
- в 1941 до самого начала войны, работает заведующим Транспортным отделом ЦК КП(б) Грузии
- Призывается в РККА. до 1943 является начальником Политотдела дивизии.
- с 1946 по 1950 заведующий Транспортным отделом ЦК КП(б) Грузии, заместитель секретаря ЦК КП(б) Грузии по транспорту, заведующий Отделом промышленности и транспорта ЦК КП(б) Грузии
- 04.1952 — 05.1953 1-й секретарь Кутаисского областного комитета КП(б) — КП Грузии
- по февраль 1953 член Бюро ЦК КП(б) — КП Грузии